# 多恩堡
多恩堡（德語：Dornburg）是德国黑森州的一个市镇。总面积33.24平方公里，总人口8375人，其中男性4194人，女性4181人（2011年12月31日），人口密度252人/平方公里。